# Porta Ombriano

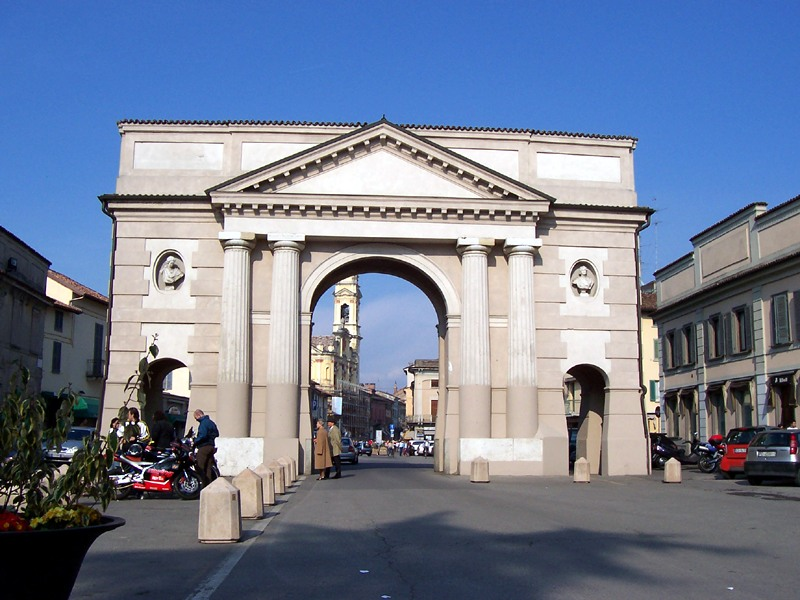
Porta Ombriano

Porta Ombriano era uno dei quattro comuni, detti "comuni delle porte", in cui fino all'età napoleonica era suddiviso il suburbio della città di Crema.
Si estendeva fuori l'omonima porta nelle mura cittadine, a ovest del centro storico, lungo la strada per Lodi.
Questo comune era composto da piccoli insediamenti rurali sparsi oggi in parte riuniti con il nome del quartiere suburbano dei Sabbioni (parrocchia autonoma dal 1960). Un tempo Sabbioni era suddiviso in Sabbioni di Sopra e Sabbioni di Sotto; le cascine Camporelle, Santa Maria del Pilastrello e cascina Valcarenga; poi le case del vicolo delle Zucche e infine la chiesa e convento dei padri Cappuccini.
Il territorio dell'ex comune, inoltre, comprendeva la superficie sulla quale si è sviluppato l'attuale quartiere di San Carlo (parrocchia istituita nel 1975), una piccola porzione del quartiere di Crema Nuova (parrocchia istituita nel 1955) e la frazione dei Mosi (parrocchia istituita nel 1949).

## Storia

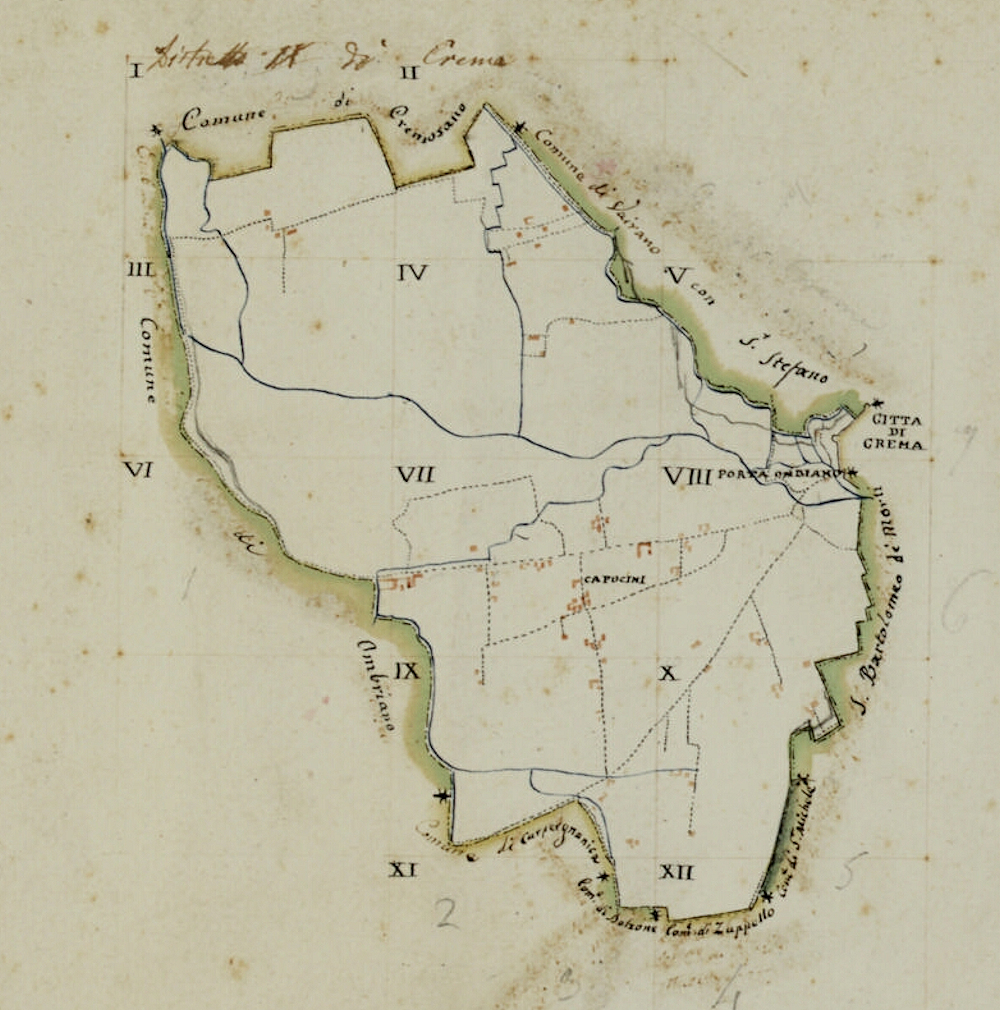
Il comune di Porta Ombriano, estratto dalla Mappa originale del Comune censuario di Porta Ombriano, anni 1832-1852, conservata presso l'Archivio di Stato di Milano.

L'organizzazione amministrativa del territorio cremasco fu stabilita in età medievale. Il territorio era diviso in quattro curie, ognuna delle quali dipendenti da una porta nelle mura della città: si ebbero così le curie di Porta Ombriano, Porta Pianengo, Porta Serio e Porta Rivolta.
Il suburbio della città di Crema era diviso in quattro comuni extramurali, anch'essi con lo stesso nome delle porte, dipendenti dall'autorità cittadina.
Nel XVIII secolo, gli altri tre "comuni delle porte" vennero aggregati alla città, mentre Porta Ombriano mantenne l'autonomia fino all'età napoleonica (1809-16), quando la località fu aggregato a Crema, recuperando l'autonomia con la costituzione del Regno Lombardo-Veneto.
All'Unità d'Italia (1861) contava 1.339 abitanti. Nel 1865 il comune di Porta Ombriano venne aggregato a Ombriano, a sua volta aggregata alla città di Crema nel 1928.